# コモンシャコ
コモンシャコ (小紋鷓鴣、Francolinus pintadeanus)は、キジ目キジ科の鳥類。中国では「中華鷓鴣」の分類名を持つが、一般には単に「鷓鴣」（チョークー zhègū）と呼ばれ、別名に「越雉」、「懐南」がある。

## 分布
中国南部、東南アジア、インドに生息。野生では熱帯、亜熱帯の灌木林や低地に棲むが、家禽として飼育もされている。

## 生態
足の力が強く地上を走るのが得意だが、飛行は苦手である。雑食性で、バッタ、アリ等の昆虫、植物の果実、種子、芽などを食べることが多い。

## 利用
主に食肉用として飼育されている。鶏などより高価で、スープの材料として用いる例が多い。